# WISP (Informàtica)

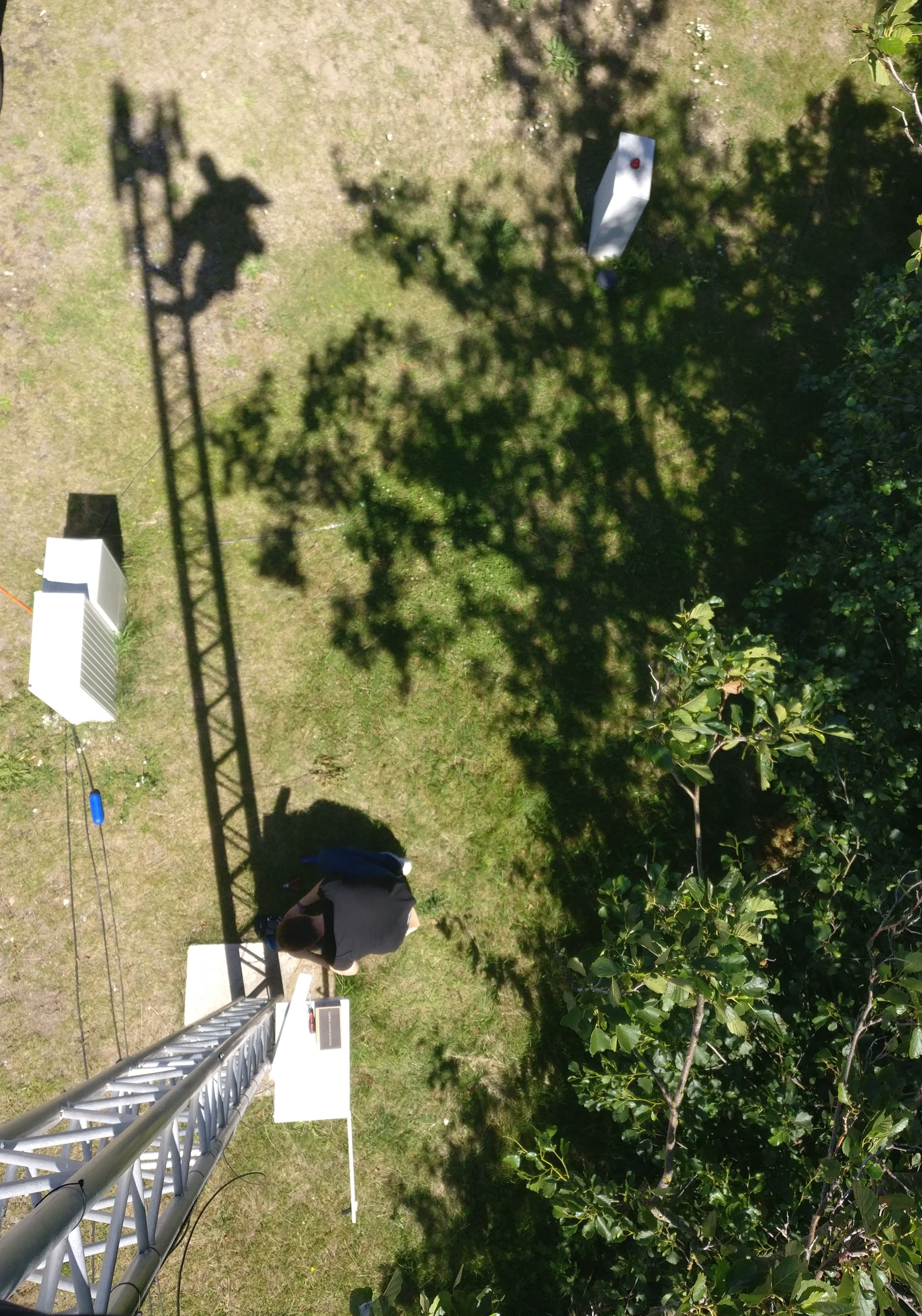
Pal d'antena d'un WISP amb tècnics treballant-hi.

WISP és un acrònim per a Wireless Internet Service Provider. Poden ser hotspots Wi-Fi o un operador amb una infraestructura Wi-Fi. Sovint ofereixen serveis addicionals, com contingut basat en localització, Virtual Private Networking i Veu per IP.
Recentments'estan creant WISP, que aposten pel model de desplegament FEMTOCELL, això és la utilització dels parells de coure liberalitzats per a crear els enllaços troncals.
La solució permet crear una elevada densitat de cobertura sense necessitat de desplegar tecnologies complementàries, seria alguna cosa semblant a muntar 200 ADSL en una ciutat instal·lant un router wifi per a poder donar accés als usuaris de forma sense fils.
La solució és molt potent, ja que permet alta densitat de cobertura amb molt baixa potència d'antenes, de fet Femtocell, és el futur de les xarxes dels operadors mòbils.